# Well-defined
数学における well-defined（ウェル・ディファインド）は、「定義によって一意の解釈または値が割り当てられる」ことを言う。

## 定義
ある定義が well-defined であるのは次の二命題が示されたときである。
実際に成立する
（定義で）示された表式が成立しない場合、well-defined であるとは言えない。
経由する中途の表式に依存しない
往々にして、（数学上の）定義はいくつもの表式を経由する。このとき、最終的な結論が中途の表式に依存している場合、well-defined であるとは言えない。
つまり定めた対象が一意に存在しているとき、well-defined であるという。

### 代数学的定義
写像と定義域上の同値関係に対して、次のように数式を用いて記述することもできる。
集合 X 上の同値関係 ≡ と写像 f: X → Y に対して
x ≡ x′ ならば f(x) = f(x′)
が任意の x, x′ ∈ X に対して成立するとき、写像 f は関係 ≡ に関して well-defined であると言う。

## 例
1. 円周率 π の定義「円の直径に対する円周の比」を考える。この定義に現われる円は具体的な中心や半径が指定されていないが、直径は零でないのでまず比を取ることはどの円に対してもできる。さらにすべての円は互いに相似であるから、直径に対する円周の比は途中で経由する具体的な円の選び方に依存しない。したがって、この円周率の定義は well-defined である。
2. 実数 a > 0 の x 乗の定義を考える。
x が有理数の場合に良く定義されているとして、x が実数の場合に定義を拡張したいとする。
このとき x に収束する有理数列  {xn} を用いて
ax ≔  axn
と定義する場合、well-defined 性が問題になる。
実際は、そのような {xn} を取ることができるし、右辺の極限は収束して極限値は {xn} の取り方によらずに一意に定まる
（特に x が有理数のとき、もともとの定義と一致する）。
したがってこの定義は well-defined である。